# MBV Linden 05
MBV Linden 05 was een Duitse voetbalclub uit Linden, een stadsdeel van Bochum, Noordrijn-Westfalen. Tot 1929 was Linden een zelfstandige gemeente.

## Geschiedenis
De club werd opgericht in 1905. MBV was aangesloten bij de West-Duitse voetbalbond. In 1915 werd de Rurhcompetitie om oorlogsredenen opgesplitst waardoor de club voor het eerst op het hoogste niveau speelde. Het district Gelsenkirchen-Bochum werd in drie groepen verdeeld en MBV werd groepswinnaar, in de finalegroep met BV Buer-Erle 08 en SV Preußen 04 Wanne werd de club laatste met 0 punten.
In 1920 speelde de club opnieuw in de hoogste klasse. De Ruhrcompetitie was nu in drie groepen verdeeld en de club werd tweede in de Hellweg-groep achter Dortmunder SC 1895. De drie reeksen werden na dit jaar samengevoegd en in de verenigde competitie werd de club vijfde op tien clubs. Vanaf 1922 speelden er 16 clubs in de competitie en werd de competitie over twee jaar verspreid. Na de heenronde in 1922/23 stond de club tiende, in de terugronde deed de club het wat beter en werd zo achtste. In 1924/25 stond MBV na de heenronde op een gedeelde derde plaats met BV Altenessen 06. Deze keer verliep de terugronde minder goed en werd de club uiteindelijk zesde. Hierna werd de competitie weer over één seizoen gespeeld en in twee groepen. Na twee middenmootseizoenen werd de club in 1928/29 tweede in groep A achter Schwarz-Weiß Essen. Het volgende seizoen werden de groepen weer samengevoegd en eindigde de club op de derde plaats, door het feit dat Linden in 1929 een stadsdeel van Bochum geworden was betekende dit dat de club nu de beste van de stad Bochum was. Echter nam SV Germania 06 Bochum die fakkel in de volgende jaren wel over.
In 1932/33 eindigde MBV derde. Na dit seizoen kwam de NSDAP aan de macht in Duitsland en werd de competitie grondig geherstructureerd. De West-Duitse bond verdween en de acht competities werden vervangen door drie Gauliga's. De derde plaats in de competitie volstond niet voor kwalificatie voor de Gauliga Westfalen. Hierna slaagde de club er niet meer in op het hoogste niveau te spelen.
In 1972 fuseerde de club met SC Dahlhausen tot SG Bochum-Süd.